# Filip Šuman
Filip Šuman (* 30. září 1974 Praha) je sportovní funkcionář, prezident Mezinárodní florbalové federace, místopředseda Českého olympijského výboru a bývalý prezident Českého florbalu.

## Život
Je vystudovaný právník, během studií získával praxi v právnických kancelářích.
Nakonec se však začal věnovat florbalu. V počátcích tohoto sportu v Česku hrál na vrcholové úrovni, v sezóně 1997/1998 i v nejvyšší soutěži, za tým Orka Stará Boleslav. Pracovně se florbalu věnuje od roku 1999. O rok později se stal prezidentem České florbalové unie (později Českého florbalu), zasedá také v komisích Mezinárodní florbalové federace a v roce 2010 se stal jejím viceprezidentem. Ve funkci prezidenta Českého florbalu skončil po rezignaci v červnu 2021.
Florbal pod jeho vedením v Česku vzrostl, je druhým nejmasovějším sportem. Šuman měl také na starosti organizaci domácích florbalových mistrovství světa v letech 2008 a 2018. Jako místopředseda ČOV má od roku 2012 na starosti projekt Olympiády dětí a mládeže, neolympijské sporty a proces přijímání nových členů do ČOV.
Dříve se věnoval také atletice a golfu.
Je ženatý a má dvě děti.

## Politická kariéra
Též je členem Národní rady pro sport v rámci Národní sportovní agentury v oboru Sportovní svazy – neolympijské sporty.